# Bat-Ölzii, Övörkhangai
Bat-Ölzii (tiếng Mông Cổ: Бат-Өлзий) là một sum của tỉnh Övörkhangai tại miền nam Mông Cổ. Vào năm 2008, dân số của sum là 6.189 người.

## Địa lý
Sum có diện tích khoảng 2.400 km2. Trung tâm sum, Uvt, nằm cách tỉnh lị Arvaikheer 130 km và cách thủ đô Ulaanbaatar 490 km.

### Khí hậu
Khu vực này có khí hậu cận Bắc Cực. Nhiệt độ trung bình hàng năm trên địa bàn là 0 °C. Tháng ấm nhất là tháng 7, với nhiệt độ trung bình là 14 °C và lạnh nhất là tháng 1, với -17 °C. Lượng mưa trung bình hàng năm là 405 mm. Tháng mưa nhiều nhất là tháng 7, với lượng mưa trung bình 133 mm và khô nhất là tháng 2, với lượng mưa 3 mm.

## Kinh tế
Sum có một trường học, bệnh viện, trung tâm thương mại, xưởng chế biến gỗ và khu du lịch.